# 圣大卫中学
圣大卫中学 是一所男女同校的教会学校，位于马来西亚马六甲州武吉巴鲁。

## 历史
1912年，新加坡圣公宗教区的Ferguson David博士创办了圣大卫中学。她同时也是马六甲圣大卫医院的创始人，后来医院关闭改建成一所学校，名为华文中学。1956年，基督教会教区委员会的Commander Hudson捐赠了武吉巴鲁的一块土地（555.5 英亩）用作建立这所学校。同年，教育总监Dr FJA Rawcliffe在获得教育部长阿都拉萨·胡先的同意后，启动了该项目。该校于20世纪50年代末开放，并有160名中一学生就读，不过他们并未在圣大卫中学內就读，而是在马六甲中学学生放学后在该校上课。项目启动四年后，一栋教学楼、厕所和食堂竣工，由马六甲州元首阿都马烈尤索夫    主持开幕，并在接下来的几年内，又增设了几间教室。
三年后，学校开始招收中四学生，并有9名艺术班学生和3名科学班学生就读。1964年，该校首次有55名学生参加剑桥考试。1964年，马六甲州政府拨出一块土地（222.5英亩）给学校作为操场；1966年，一座礼堂和和工业艺术楼完工。1970年9月25日，马来西亚教育部副总监 Abdullah Sultan主持了工业艺术楼的开幕仪式。1975年8月5日，新马来西亚教育部副总监陈声新主持了科学楼的开幕仪式。1989年圣大卫开始招收女生。1994年，学校建立4座教室并中止了流动班。2022年，圣大卫获得汉都亚再也国会议员三苏伊斯干达拨款建设盖候车走廊。
2025年3月14日，该校（可以从死者照片附近的学生裤子认出已打码的学校简称SDHS）名为Dexter的华裔学生在进行排球训练后，于学校草场晕倒。11时08分，被救护车载往马六甲中央医院，经30分钟的抢救后不幸身亡，享年14岁。

## 校长
紫色代表现任
蓝色代表代理
| 任序 | 名字           | 就任           | 卸任           |
| ---- | -------------- | -------------- | -------------- |
| 1    | D.O.C Thomas   | 1959年         | 1961年         |
| 2    | G. Saurajen    | 1961年         | 1962年         |
| 3    | P. V. Jacob    | 1962年         | 1975年         |
| —    | Oh Kim Hin     | 1975年         | 1980年         |
| 4    | Chao Say Hin   | 1980年         | 1985年         |
| 5    | Narinasamy     | 1985年         | 1986年         |
| —    | Oh Kim Hin     | 1986年         | 1987年         |
| 6    | Chen Sheng Hua | 1987年         | 1991年         |
| 7    | Chao Say Hin   | 1991年         | 1997年         |
| 8    | Yoong Yee Soom | 1997年         | 2001年         |
| 9    | Chin Kiau      | 2001年         | 2007年         |
| 10   | 谢耀铨         | 2007年         | 2018年         |
| —    | M . Ravindran  | 2018年         | 2019年8月4日   |
| 11   | 林玉利         | 2019年8月5日   | 2024年11月29日 |
| —    | 杨桂英         | 2024年11月29日 |                |

## 校歌
St. David's High School,
Truth and honour we shall know.
St David's High School,
Loyalty we always show.
We strive with all our might,
To uphold her fine good name.
Do or die we try,
Never give up with a sigh,
For we all are St Davidians.